# Tamási Zoltán (színművész)
Tamási Zoltán (Budapest, 1961. augusztus 4. –) magyar színművész, rendező, író.

## Életpályája
Budapesten született, a Színház- és Filmművészeti Egyetemen végzett. Játszott a Radnóti Színházban, a K-stúdióban, a Zsámbéki Művelődési Házban, a Jászai Mari Színházban, a Vörösmarty Színházban. 2014-ben lett a Thália Színház tagja.

## Színpadi szerepei
| - William Shakespeare: III. Richárd - Zalán Tibor: Ószeresek....Bargár Emil, ócskás - Czakó Gábor: Disznójáték....Yorkshire úr - Juhász Kristóf: Fellebbezés....Dávid - Tamási Zoltán...A bagoly....Kopeczky Antal, az apa - Lars Von Trier: A Főfőnök....Nalle - Danilo Kiš–Forgách András: A görény dala....Robert Capa, - Thomas Bernhardt: A színházcsináló....Bruscon - Parti Nagy Lajos: Tisztabúza éjszakája....Mesélő - Rejtő Jenő: A tizennégy karátos autó....Narrátor - D. H. Lawrence: A vadőr (Lady Chatterley szeretője....Sir Clifford - Arthur Schnitzler: A zöld kakadu....Francois - Artur Palyga: A zsidó....Kristóf atya | - Shakespeare: Hamlet....Claudius - Tamási Zoltán: Alma-mater....Pető - Alul semmi....Csődör - Amadeus....Orsini - A lift....Hofburg, szállodaigazgató - Herczeg Ferenc: Bizánc....Török követ - Család ellen nincs orvosság....Bill - Bakony-kórház....Sebészorvos - Skalpoljuk meg a Józsit....Tolnai, késes) |

## Rendezései
- Tamási Zoltán: Alma mater
- Tamási Zoltán: Gyilkos nap
- Tamási Zoltán: Fűrészelés, forgácsok, roncsok
- Rejtő Jenő: A láthatatlan légió
- Venyegyikt Jerofejev: Hű, de messze van Petuski!
- Thomas Bernhard: A színházcsináló
- Shakespeare tragédiák és királydrámák: A történelem kereke
- Arany János: Búskomor aranykor
- D. H. Lawrence: A vadőr (Lady Chatterley szeretője)
- Tamási Zoltán: Kuznyecki esőzések
- Tamási Zoltán: A bagoly
- Tamási Zoltán: A zlíni bőröző

## Filmszerepei

### Játékfilmek
- Semmittevők (1997)
- A tükör képe (1997)
- Az ember, aki nappal aludt (2003)
- Csendélet hallal és más tragikus momentumokkal (2005)
- A nyomozó (2008)
- Végtelen percek (2010).....Kúnó
- Téli nap (2010)

### Tévéfilmek
- A barátkozás lehetőségei (2007)
- Magyarok az űrben (2008)
- Presszó (2008) ... Ügyvéd
- Messze Európában (2009)
- Égi madár (2011) ... Tanár
- Munkaügyek (2012–2017) ... Mészáros Imre, biztonsági őr
- Esküvőtől a válóperig (2013) ... Ügyvéd
- A galamb papné (2013) ... Tózsok Jenő
- A berni követ (2014) ... Kelemen
- A fekete múmia átka (2015) ... Bukott angyal
- Egynyári kaland (2018) ... Idegenvezető
- Ecc-pecc (2021) ... Műszaki ember